# Tacuara

Tacuaras flagga

Tacuara är en falangistisk/fascistisk rörelse som uppstod i Argentina mot slutet av 1950-talet. I början av 1960-talet kom rörelsen att splittras i sinsemellan olika fraktioner. Med tanke på den fascistiska och högerextrema bakgrunden är det förvånansvärt att vissa Tacuara-fraktioner kom att få en omfattande vänsterprägel. Andra fraktioner av rörelsen tog till sig peronismen, antingen i en "höger"- eller "vänsterform". Således kan den vänsterextremistiska gerillagruppen Montoneros härledas tillbaka till Tacuara, med åren övergick man till en mer vänsterbetonad form av peronism. Likaledes på den andra ytterligheten av höger-vänster skalan; den högerextremistiska terroristgruppen Alianza Anticomunista Argentina (AAA), som betonade högertendenserna inom peronismen. Båda dessa grupper framträdde under 1960- och 1970-talen, då de kaotiska förhållandena i Argentina, ledde att de förde ett formligt inbördeskrig mot varandra. Båda grupperna är ansvariga för åtskilliga våldsdåd som kidnappningar och mord.